# Валентик, Александр Иванович
Алекса́ндр Ива́нович Вале́нтик (4 июня 1936, Петрозаводск — 17 июня 2022, там же) — российский поэт, журналист. Заслуженный работник культуры Карельской АССР (1986) и Российской Федерации (1997).

## Биография
Родился в семье советского хозяйственного деятеля.
В 1954 г. окончил школу в Петрозаводске.
Окончил историко-филологический факультет Петрозаводского государственного университета в 1960 г.
С 1960 г. — корректор, заведующий отделом, заместитель редактора, с 1966 г. ― главный редактор газеты «Комсомолец».
В 1971 — заместитель главного редактора газеты «Ленинская правда».
С 1973 г. — заведующий сектором печати, телевидения и радио Карельского обкома КПСС.
С 1977 по 2000 гг. заместитель председателя ГТРК «Карелия» по радиовещанию, вёл радиопрограммы на Карельском радио.
Автор публикаций и стихов во многих периодических изданий Карелии, поэтических сборников. Член Союза писателей России (1997).

## Награды
- Медаль Пушкина (25 декабря 2002 года) — за многолетнюю плодотворную работу в области культуры, печати и телерадиовещания[4].
- Заслуженный работник культуры Российской Федерации (16 апреля 1997 года) — за заслуги в области культуры и многолетнюю плодотворную работу[5].
- Заслуженный работник культуры Карельской АССР (1986).
- Лауреат премии имени К. С. Еремеева Карельского отделения Союза журналистов СССР.
- Почётная грамота Республики Карелия.
- Дипломант Международного творческого конкурса «Вечная память», посвящённого 60-летию Великой Победы в Великой Отечественной войне 1941—1945 гг.